# 岐阜聖徳学園大学附属中学校
岐阜聖徳学園大学附属中学校（ぎふしょうとくがくえんだいがくふぞくちゅうがっこう）は岐阜県岐阜市に所在する私立中学校。
岐阜聖徳学園高等学校への内部進学が可能である。その場合、入学金は免除され、進学特別奨励金の給付を受けることができる。

## 概要

### 建学の精神
学校法人聖徳学園では、大乗仏教の精神を建学精神とし、聖徳太子の「和をもって貴しとす」の具現化を掲げ、平等・寛容・利他の大乗仏教の精神による人格形成を行っている。

### 所在地
岐阜県岐阜市柳津町高桑西一丁目1番地

### 交通アクセス
岐阜聖徳学園大学附属中学校への交通アクセスは次の通り。
- 名鉄竹鼻線柳津駅が最寄り駅
- 岐阜バスの岐阜聖徳学園大線及びおぶさ墨俣線（いずれも岐阜駅・名鉄岐阜駅発着）のW67岐阜聖徳学園大学行き－岐阜聖徳学園大学停留所又は墨俣停留所下車
- 名阪近鉄バスの岐垣線（大垣駅経由）の岐阜流通センター南口行き－岐阜聖徳学園大学停留所又は墨俣停留所下車

### 沿革
- 1972年（昭和47年） - 聖徳学園岐阜教育大学附属中学校開校
- 1976年（昭和51年） - 聖徳学園岐阜教育大学附属高等学校開校
- 1998年（平成10年） - 聖徳学園岐阜教育大学附属中学校・高等学校を岐阜聖徳学園大学附属中学校・高等学校に校名変更
- 2010年（平成22年） - 岐阜聖徳学園大学附属高等学校生徒募集停止
- 2012年（平成24年） - 岐阜聖徳学園大学附属高等学校廃止　岐阜聖徳学園大学附属中学校は存続

## 教育課程
- 教科センター方式を導入しているため、生徒達は毎時間、各教科の専門教室に移動して授業を受ける。
- 英語、国語、数学の授業時間数が多く配当されている（英語の週あたりの授業時間数は9時間）[5]
- 放課後には個別指導（オープンセミナー）を実施[5]。
- 土曜日にも授業等を行っている[5]。
- 火曜日の宗教という時間は道徳又はご命日法要などを行う。
- 夏季・冬季等の長期休暇中にも、補講形式の授業（セミナー）が行われている[5]。

## 学校生活

### 年間行事
岐阜聖徳学園大学附属中学校の特色ある行事に限り、本項で取り上げる。
- 前期 - 対面式（4月）、新入生歓迎会（4月）、京都研修（4月、第1学年）、降誕会（5月）、海外語学研修（イギリス　5月、第3学年、6月に研修報告会）、卒業生と語る会（6月）、職業講話（6月）、校外研修（7月）、夏季セミナー（8月）、職業体験（8月）
- 後期 - 後期始業式（10月）、秋桜祭(10月)、音楽会（11月）、成道会（12月）、冬の学習会（12月）、報恩講（1月）、立志式（1月）、社会人講話（1月）、海外語学研修説明会（第2学年、2月）

### 施設
岐阜聖徳学園大学附属中学校では校舎の建て替えが行われ、2012年3月13日に岐阜聖徳学園大学附属中学校新校舎の竣工式が行われた。
- ホームベース[8]
- 教科ゾーン[8]
- メディアセンター[8]
- 和室[8]
- 講堂[8]
- 音楽ゾーン[8]
- 多目的ホール（ランチルーム）[8]

### 部活動
- 運動部 - テニス部、バスケットボール部、バレーボール部(女子）、バドミントン部、卓球部[9]
- 文化部 - 合唱部、ディベート部、囲碁将棋部、総合美術部、茶華道部[9]
- 同好会 - 水泳同好会[9]

## 系列校
- 岐阜聖徳学園大学
- 岐阜聖徳学園大学短期大学部
- 岐阜聖徳学園高等学校
- 岐阜聖徳学園大学附属小学校
- 岐阜聖徳学園大学附属幼稚園